# Agrioglypta buxtoni
Agrioglypta buxtoni là một loài bướm đêm trong họ Crambidae.